# Асен Балтов
Асен Балтов е български лекар, професор, в периода 2017 – 2021 г. изпълнителен директор на болница Пирогов, народен представител в XLVII народно събрание.

## Биография
Асен Георгиев Балтов е роден на 19 септември 1966 г. в София. Завършва 22 средно училище „Георги С. Раковски“ и Медицинския факултет в родния си град.
Тренира академично гребане спортен клуб Левски.
Работи в травматологичните и ортопедични отделения на Пирогов и Военномедицинска академия. През 2017 г. заема поста изпълнителен директор на Пирогов. Четири години по-късно е освободен от поста.
Народен представител в XLVII народно събрание.